# Saison 2021-2022 des Rockets de Houston
La saison 2021-2022 des Rockets de Houston est la 55e saison de la franchise en National Basketball Association (NBA) et la 51e saison dans la ville de Houston.
Le 20 août 2021, la ligue annonce que la saison régulière démarre le 19 octobre 2021, avec un format typique de 82 matchs.
Avec un bilan de 17-55 la saison précédente, suivant le départ de James Harden, les Rockets obtiennent le second choix de draft 2021 lors de la loterie et sélectionnent Jalen Green avec ce choix. Le 20 mars 2022, les Rockets sont officiellement éliminés de la course aux playoffs, pour la deuxième saison consécutive. La franchise termine à la dernière place de la conférence Ouest.

## Draft
| Tour | Choix | Joueur           | Poste | Nationalité | Provenance                 |
| ---- | ----- | ---------------- | ----- | ----------- | -------------------------- |
| 1    | 2     | Jalen Green      | SG    | États-Unis  | NBA G League Ignite        |
| 1    | 23    | Usman Garuba     | PF/C  | Espagne     | Real Madrid                |
| 1    | 24    | Josh Christopher | SG    | États-Unis  | Sun Devils d'Arizona State |

## Matchs

### Summer League
| Summer League Total: 3-2 |

| Match | Date match | Équipe    | Score    | Meilleur marqueur     | Meilleur rebondeur  | Meilleur passeur        | Lieux                | Série |
| ----- | ---------- | --------- | -------- | --------------------- | ------------------- | ----------------------- | -------------------- | ----- |
| 1     | 8 août     | Cleveland | V 84-76  | Jalen Green (23)      | Alperen Şengün (15) | Josh Christopher (4)    | Thomas & Mack Center | 1 - 0 |
| 2     | 10 août    | Détroit   | V 111-91 | Jalen Green (25)      | Lamb, Şengün (8)    | Josh Christopher (7)    | Thomas & Mack Center | 2 - 0 |
| 3     | 12 août    | Toronto   | D 76-92  | Josh Christopher (14) | Alperen Şengün (10) | Christopher, Şengün (3) | Thomas & Mack Center | 2 - 1 |
| 4     | 15 août    | Orlando   | D 76-89  | Josh Christopher (22) | Alperen Şengün (10) | Tremont Waters (5)      | Thomas & Mack Center | 2 - 2 |
| 5     | 17 août    | Portland  | V 95-92  | Armoni Brooks (30)    | Usman Garuba (10)   | Usman Garuba (6)        | Thomas & Mack Center | 3 - 2 |

### Pré-saison
| Pré-saison Total: 1-3 (Domicile : 1-1; Extérieur : 0-2) |

| Match | Date match | Équipe        | Score     | Meilleur marqueur     | Meilleur rebondeur   | Meilleur passeur      | Lieux Spectateurs      | Série |
| ----- | ---------- | ------------- | --------- | --------------------- | -------------------- | --------------------- | ---------------------- | ----- |
| 1     | 5 octobre  | Washington    | V 125-119 | Kevin Porter Jr. (25) | Alperen Şengün (8)   | Kevin Porter Jr. (5)  | Toyota Center 11 495   | 1 - 0 |
| 2     | 7 octobre  | Miami         | D 106-113 | Jalen Green (20)      | Martin Jr., Wood (8) | Dante Exum (6)        | Toyota Center 10 491   | 1 - 1 |
| 3     | 11 octobre | @ Toronto     | D 92-107  | Armoni Brooks (15)    | Christian Wood (7)   | Green, Porter Jr. (4) | Scotiabank Arena 9 245 | 1 - 2 |
| 4     | 15 octobre | @ San Antonio | D 98-126  | Christian Wood (19)   | Christian Wood (19)  | Kevin Porter Jr. (4)  | AT&T Center 17 676     | 1 - 3 |

### Saison régulière
| Saison régulière Total: 20-62 (Domicile : 11-30; Extérieur : 9-32) |

| Match | Date match | Équipe        | Score     | Meilleur marqueur   | Meilleur rebondeur  | Meilleur passeur      | Lieux Spectateurs               | Série |
| ----- | ---------- | ------------- | --------- | ------------------- | ------------------- | --------------------- | ------------------------------- | ----- |
| 1     | 20 octobre | @ Minnesota   | D 106-124 | Christian Wood (16) | Christian Wood (9)  | Jalen Green (4)       | Target Center 16 079            | 0 - 1 |
| 2     | 22 octobre | Oklahoma City | V 124-91  | Christian Wood (31) | Tate, Wood (14)     | Kevin Porter Jr. (10) | Toyota Center 15 674            | 1 - 1 |
| 3     | 24 octobre | Boston        | D 97-107  | Jalen Green (30)    | Christian Wood (9)  | Şengün, Tate (4)      | Toyota Center 16 069            | 1 - 2 |
| 4     | 26 octobre | @ Dallas      | D 106-116 | Eric Gordon (22)    | Christian Wood (17) | Kevin Porter Jr. (8)  | American Airlines Center 19 337 | 1 - 3 |
| 5     | 28 octobre | Utah          | D 91-122  | Christian Wood (16) | Christian Wood (7)  | Trois joueurs (3)     | Toyota Center 15 858            | 1 - 4 |
| 6     | 31 octobre | @ L.A. Lakers | D 85-95   | Eric Gordon (17)    | Christian Wood (13) | Jalen Green (5)       | Staples Center 16 448           | 1 - 5 |

| Match | Date match  | Équipe          | Score          | Meilleur marqueur     | Meilleur rebondeur  | Meilleur passeur          | Lieux Spectateurs            | Série  |
| ----- | ----------- | --------------- | -------------- | --------------------- | ------------------- | ------------------------- | ---------------------------- | ------ |
| 7     | 2 novembre  | @ L.A. Lakers   | D 117-119      | Christian Wood (26)   | Christian Wood (16) | Kevin Porter Jr. (8)      | Staples Center 18 997        | 1 - 6  |
| 8     | 4 novembre  | @ Phoenix       | D 111-123      | Kevin Porter Jr. (20) | Christian Wood (15) | Şengün, Wood (5)          | Footprint Center 15 058      | 1 - 7  |
| 9     | 6 novembre  | @ Denver        | D 94-95        | Daniel Theis (18)     | Christian Wood (17) | Kevin Porter Jr. (4)      | Ball Arena 16 046            | 1 - 8  |
| 10    | 7 novembre  | @ Golden State  | D 107-120      | Jae'Sean Tate (21)    | Jae'Sean Tate (10)  | Kevin Porter Jr. (7)      | Chase Center 18 064          | 1 - 9  |
| 11    | 10 novembre | Détroit         | D 104-112      | Jalen Green (23)      | Christian Wood (9)  | Kevin Porter Jr. (5)      | Toyota Center 15 350         | 1 - 10 |
| 12    | 12 novembre | Portland        | D 92-104       | Kevin Porter Jr. (18) | Christian Wood (15) | Kevin Porter Jr. (5)      | Toyota Center 15 468         | 1 - 11 |
| 13    | 14 novembre | Phoenix         | D 89-115       | Christian Wood (17)   | Alperen Şengün (10) | Kevin Porter Jr. (6)      | Toyota Center 16 088         | 1 - 12 |
| 14    | 15 novembre | @ Memphis       | D 102-136      | Jalen Green (15)      | Jae'Sean Tate (9)   | Augustin, Christopher (5) | FedExForum 11 482            | 1 - 13 |
| 15    | 17 novembre | @ Oklahoma City | D 89-101       | Jalen Green (21)      | Christian Wood (14) | Eric Gordon (5)           | Paycom Center 12 066         | 1 - 14 |
| 16    | 20 novembre | @ New York      | D 99-106       | Christian Wood (18)   | Christian Wood (12) | Eric Gordon (5)           | Madison Square Garden 19 812 | 1 - 15 |
| 17    | 22 novembre | @ Boston        | D 90-108       | Armoni Brooks (17)    | Christian Wood (9)  | Alperen Şengün (7)        | TD Garden 19 156             | 1 - 16 |
| 18    | 24 novembre | Chicago         | V 118-113      | Danuel House (18)     | Christian Wood (10) | Kevin Porter Jr. (9)      | Toyota Center 16 074         | 2 - 16 |
| 19    | 27 novembre | Charlotte       | V 146-143 (OT) | Christian Wood (33)   | Christian Wood (16) | Kevin Porter Jr. (12)     | Toyota Center 14 687         | 3 - 16 |
| 20    | 29 novembre | Oklahoma City   | V 102-89       | Christian Wood (24)   | Christian Wood (21) | Kevin Porter Jr. (11)     | Toyota Center 12 829         | 4 - 16 |

| Match | Date match   | Équipe              | Score     | Meilleur marqueur     | Meilleur rebondeur     | Meilleur passeur       | Lieux Spectateurs                 | Série   |
| ----- | ------------ | ------------------- | --------- | --------------------- | ---------------------- | ---------------------- | --------------------------------- | ------- |
| 21    | 1er décembre | @ Oklahoma City     | V 114-110 | Jae'Sean Tate (32)    | Jae'Sean Tate (10)     | Jae'Sean Tate (7)      | Paycom Center 13 222              | 5 - 16  |
| 22    | 3 décembre   | Orlando             | V 118-116 | Eric Gordon (24)      | Christian Wood (14)    | Kevin Porter Jr. (6)   | Toyota Center 13 697              | 6 - 16  |
| 23    | 5 décembre   | La Nouvelle-Orléans | V 118-108 | Christian Wood (23)   | Christian Wood (8)     | Jae'Sean Tate (7)      | Toyota Center 14 771              | 7 - 16  |
| 24    | 8 décembre   | Brooklyn            | V 114-104 | Eric Gordon (21)      | Christian Wood (15)    | Jae'Sean Tate (5)      | Toyota Center 15 834              | 8 - 16  |
| 25    | 10 décembre  | Milwaukee           | D 114-123 | Garrison Mathews (23) | Christian Wood (13)    | Jae'Sean Tate (9)      | Toyota Center 16 319              | 8 - 17  |
| 26    | 11 décembre  | @ Memphis           | D 106-113 | Christian Wood (22)   | Christian Wood (11)    | Brooks, Şengün (6)     | FedExForum 17 794                 | 8 - 18  |
| 27    | 13 décembre  | @ Atlanta           | V 132-126 | Eric Gordon (32)      | Garrison Mathews (8)   | Şengün, Tate (4)       | State Farm Arena 15 456           | 9 - 18  |
| 28    | 15 décembre  | @ Cleveland         | D 89-124  | Alperen Şengün (19)   | Alperen Şengün (11)    | Alperen Şengün (5)     | Rocket Mortgage FieldHouse 17 131 | 9 - 19  |
| 29    | 16 décembre  | New York            | D 103-116 | Daniel Theis (22)     | Daniel Theis (10)      | Eric Gordon (9)        | Toyota Center 13 857              | 9 - 20  |
| 30    | 18 décembre  | @ Détroit           | V 116-107 | Christian Wood (21)   | Kenyon Martin Jr. (11) | Josh Christopher (7)   | Little Caesars Arena 13 722       | 10 - 20 |
| 31    | 20 décembre  | @ Chicago           | D 118-133 | Christian Wood (23)   | Christian Wood (11)    | Gordon, Tate (6)       | United Center 21 150              | 10 - 21 |
| 32    | 22 décembre  | @ Milwaukee         | D 106-126 | Christian Wood (20)   | Christian Wood (11)    | Gordon, Martin Jr. (6) | Fiserv Forum 17 341               | 10 - 22 |
| 33    | 23 décembre  | @ Indiana           | D 106-118 | Christian Wood (22)   | Şengün, Wood (8)       | Eric Gordon (5)        | Gainbridge Fieldhouse 15 089      | 10 - 23 |
| 34    | 27 décembre  | @ Charlotte         | D 99-123  | Trevelin Queen (17)   | Christian Wood (9)     | Armoni Brooks (4)      | Spectrum Center 19 439            | 10 - 24 |
| 35    | 28 décembre  | L.A. Lakers         | D 123-132 | Jalen Green (24)      | David Nwaba (7)        | Kevin Porter Jr. (9)   | Toyota Center 18 104              | 10 - 25 |
| 36    | 31 décembre  | Miami               | D 110-120 | Jae'Sean Tate (22)    | David Nwaba (10)       | Trois joueurs (4)      | Toyota Center 16 197              | 10 - 26 |

| Match | Date match  | Équipe         | Score     | Meilleur marqueur     | Meilleur rebondeur    | Meilleur passeur      | Lieux Spectateurs              | Série   |
| ----- | ----------- | -------------- | --------- | --------------------- | --------------------- | --------------------- | ------------------------------ | ------- |
| 37    | 1er janvier | Denver         | D 111-124 | Jalen Green (29)      | Kenyon Martin Jr. (7) | Armoni Brooks (4)     | Toyota Center 18 055           | 10 - 27 |
| 38    | 3 janvier   | @ Philadelphie | D 113-133 | Garrison Mathews (23) | Daniel Theis (9)      | Jae'Sean Tate (5)     | Wells Fargo Center 20 026      | 10 - 28 |
| 39    | 5 janvier   | @ Washington   | V 114-111 | Green, Wood (22)      | Christian Wood (11)   | Kevin Porter Jr. (8)  | Capital One Arena 13 014       | 11 - 28 |
| 40    | 7 janvier   | Dallas         | D 106-130 | Christian Wood (20)   | Jae'Sean Tate (8)     | Jae'Sean Tate (5)     | Toyota Center 15 238           | 11 - 29 |
| 41    | 9 janvier   | Minnesota      | D 123-141 | Christian Wood (22)   | Christian Wood (8)    | Kevin Porter Jr. (8)  | Toyota Center 15 277           | 11 - 30 |
| 42    | 10 janvier  | Philadelphie   | D 91-111  | Green, Wood (14)      | Porter Jr., Wood (6)  | Kevin Porter Jr. (5)  | Toyota Center 13 593           | 11 - 31 |
| 43    | 12 janvier  | @ San Antonio  | V 128-124 | Eric Gordon (31)      | Christian Wood (11)   | Jae'Sean Tate (7)     | AT&T Center 11 314             | 12 - 31 |
| 44    | 14 janvier  | @ Sacramento   | D 114-126 | Christian Wood (26)   | Jae'Sean Tate (10)    | Jae'Sean Tate (8)     | Golden 1 Center 12 857         | 12 - 32 |
| 45    | 16 janvier  | @ Sacramento   | V 118-112 | Christian Wood (23)   | Christian Wood (14)   | Kevin Porter Jr. (7)  | Golden 1 Center 13 601         | 13 - 32 |
| 46    | 19 janvier  | @ Utah         | V 116-111 | Garrison Mathews (23) | Christian Wood (15)   | Kevin Porter Jr. (8)  | Vivint Smart Home Arena 18 306 | 14 - 32 |
| 47    | 21 janvier  | @ Golden State | D 103-105 | Christian Wood (19)   | Christian Wood (15)   | Kevin Porter Jr. (8)  | Chase Center 18 064            | 14 - 33 |
| 48    | 25 janvier  | San Antonio    | D 104-134 | Kevin Porter Jr. (16) | Kenyon Martin Jr. (8) | Kevin Porter Jr. (9)  | Toyota Center 15 007           | 14 - 34 |
| 49    | 28 janvier  | Portland       | D 110-125 | Mathews, Wood (21)    | Christian Wood (15)   | Green, Tate (5)       | Toyota Center 16 100           | 14 - 35 |
| 50    | 31 janvier  | Golden State   | D 108-122 | Christian Wood (24)   | Christian Wood (13)   | Kevin Porter Jr. (11) | Toyota Center 16 146           | 14 - 36 |

| Match                  | Date match | Équipe                | Score     | Meilleur marqueur      | Meilleur rebondeur  | Meilleur passeur     | Lieux Spectateurs              | Série   |
| ---------------------- | ---------- | --------------------- | --------- | ---------------------- | ------------------- | -------------------- | ------------------------------ | ------- |
| 51                     | 2 février  | Cleveland             | V 115-104 | Christian Wood (21)    | Alperen Şengün (8)  | Kevin Porter Jr. (7) | Toyota Center 14 163           | 15 - 36 |
| 52                     | 4 février  | @ San Antonio         | D 106-131 | Josh Christopher (23)  | Christian Wood (11) | Josh Christopher (4) | AT&T Center 15 344             | 15 - 37 |
| 53                     | 6 février  | La Nouvelle-Orléans   | D 107-120 | Christian Wood (22)    | Christian Wood (8)  | Kevin Porter Jr. (8) | Toyota Center 15 702           | 15 - 38 |
| 54                     | 8 février  | @ La Nouvelle-Orléans | D 97-110  | Kevin Porter Jr. (27)  | Trois joueurs (9)   | Kevin Porter Jr. (5) | Smoothie King Center 15 121    | 15 - 39 |
| 55                     | 10 février | Toronto               | D 120-139 | Kevin Porter Jr. (30)  | Christian Wood (11) | Kevin Porter Jr. (8) | Toyota Center 16 129           | 15 - 40 |
| 56                     | 14 février | @ Utah                | D 101-135 | Kenyon Martin Jr. (16) | Christian Wood (9)  | Kevin Porter Jr. (8) | Vivint Smart Home Arena 18 306 | 15 - 41 |
| 57                     | 16 février | @ Phoenix             | D 121-124 | Dennis Schröder (23)   | Alperen Şengün (14) | Dennis Schröder (9)  | Footprint Center 17 071        | 15 - 42 |
| 58                     | 17 février | @ L.A. Clippers       | D 111-142 | Jalen Green (21)       | Christian Wood (7)  | Dennis Schröder (9)  | Crypto.com Arena 17 519        | 15 - 43 |
| NBA All-Star Game 2022 |            |                       |           |                        |                     |                      |                                |         |
| 59                     | 25 février | @ Orlando             | D 111-119 | Jalen Green (23)       | Christian Wood (11) | Schröder, Tate (6)   | Amway Center 16 631            | 15 - 44 |
| 60                     | 27 février | L.A. Clippers         | D 98-99   | Garrison Mathews (17)  | Dennis Schröder (8) | Dennis Schröder (10) | Toyota Center 14 324           | 15 - 45 |

| Match | Date match | Équipe                | Score          | Meilleur marqueur            | Meilleur rebondeur    | Meilleur passeur      | Lieux Spectateurs               | Série   |
| ----- | ---------- | --------------------- | -------------- | ---------------------------- | --------------------- | --------------------- | ------------------------------- | ------- |
| 61    | 1er mars   | L.A. Clippers         | D 100-113      | Jalen Green (20)             | Şengün, Tate (9)      | Dennis Schröder (6)   | Toyota Center 12 949            | 15 - 46 |
| 62    | 2 mars     | Utah                  | D 127-132 (OT) | Jalen Green (27)             | Christian Wood (10)   | Kevin Porter Jr. (12) | Toyota Center 13 583            | 15 - 47 |
| 63    | 4 mars     | @ Denver              | D 101-116      | Christian Wood (22)          | Şengün, Wood (10)     | Jalen Green (7)       | Ball Arena 16 254               | 15 - 48 |
| 64    | 6 mars     | Memphis               | V 123-112      | Kevin Porter Jr. (29)        | Christian Wood (13)   | Kevin Porter Jr. (5)  | Toyota Center 18 055            | 16 - 48 |
| 65    | 7 mars     | @ Miami               | D 106-123      | Kevin Porter Jr. (22)        | Alperen Şengün (8)    | Daishen Nix (4)       | FTX Arena 19 600                | 16 - 49 |
| 66    | 9 mars     | L.A. Lakers           | V 139-130 (OT) | Jalen Green (32)             | Alperen Şengün (14)   | Kevin Porter Jr. (10) | Toyota Center 18 055            | 17 - 49 |
| 67    | 11 mars    | Dallas                | D 100-113      | Christopher, Porter Jr. (17) | Bruno Fernando (11)   | Dennis Schröder (7)   | Toyota Center 15 060            | 17 - 50 |
| 68    | 13 mars    | @ La Nouvelle-Orléans | D 105-130      | Jalen Green (17)             | Christian Wood (12)   | Nix, Porter Jr. (5)   | Smoothie King Center 15 683     | 17 - 51 |
| 69    | 16 mars    | Phoenix               | D 112-129      | Jalen Green (22)             | Christian Wood (9)    | Kevin Porter Jr. (8)  | Toyota Center 18 055            | 17 - 52 |
| 70    | 18 mars    | Indiana               | D 118-121      | Christian Wood (32)          | Christian Wood (13)   | Christian Wood (7)    | Toyota Center 13 748            | 17 - 53 |
| 71    | 20 mars    | Memphis               | D 98-122       | Dennis Schröder (17)         | Alperen Şengün (9)    | Josh Christopher (7)  | Toyota Center 18 055            | 17 - 54 |
| 72    | 21 mars    | Washington            | V 115-97       | Christian Wood (39)          | Christian Wood (10)   | Jae'Sean Tate (6)     | Toyota Center 13 936            | 18 - 54 |
| 73    | 23 mars    | @ Dallas              | D 91-110       | Alperen Şengün (14)          | Alperen Şengün (11)   | Kevin Porter Jr. (5)  | American Airlines Center 20 026 | 18 - 55 |
| 74    | 25 mars    | @ Portland            | V 125-106      | Jalen Green (23)             | Christian Wood (11)   | Kevin Porter Jr. (7)  | Moda Center 16 947              | 19 - 55 |
| 75    | 26 mars    | @ Portland            | V 115-98       | Alperen Şengün (27)          | Alperen Şengün (7)    | Kevin Porter Jr. (11) | Moda Center 17 821              | 20 - 55 |
| 76    | 28 mars    | San Antonio           | D 120-123      | Jalen Green (30)             | Kevin Porter Jr. (9)  | Kevin Porter Jr. (7)  | Toyota Center 18 055            | 20 - 56 |
| 77    | 30 mars    | Sacramento            | D 118-121      | Jalen Green (32)             | Kevin Porter Jr. (12) | Kevin Porter Jr. (12) | Toyota Center 13 365            | 20 - 57 |

| Match | Date match | Équipe     | Score     | Meilleur marqueur     | Meilleur rebondeur    | Meilleur passeur            | Lieux Spectateurs       | Série   |
| ----- | ---------- | ---------- | --------- | --------------------- | --------------------- | --------------------------- | ----------------------- | ------- |
| 78    | 1er avril  | Sacramento | D 117-122 | Jalen Green (33)      | Usman Garuba (14)     | Kevin Porter Jr. (11)       | Toyota Center 14 857    | 20 - 58 |
| 79    | 3 avril    | Minnesota  | D 132-139 | Jalen Green (31)      | Alperen Şengün (15)   | Kevin Porter Jr. (8)        | Toyota Center 16 539    | 20 - 59 |
| 80    | 5 avril    | @ Brooklyn | D 105-118 | Kevin Porter Jr. (36) | Alperen Şengün (11)   | Alperen Şengün (5)          | Barclays Center 17 768  | 20 - 60 |
| 81    | 8 avril    | @ Toronto  | D 115-117 | Kevin Porter Jr. (35) | Kevin Porter Jr. (10) | Christopher, Porter Jr. (4) | Scotiabank Arena 19 800 | 20 - 61 |
| 82    | 10 avril   | Atlanta    | D 114-130 | Jalen Green (41)      | Kevin Porter Jr. (8)  | Alperen Şengün (8)          | Toyota Center 18 055    | 20 - 62 |

### Confrontations en saison régulière
| Conférence Est      | Conférence Est                             | Conférence Est                             | Conférence Ouest                           | Conférence Ouest                           | Conférence Ouest                           | Conférence Ouest                           | Conférence Ouest                           |
| Division Atlantique | Division Atlantique                        | Division Atlantique                        | Division Nord-Ouest                        | Division Nord-Ouest                        | Division Nord-Ouest                        | Division Nord-Ouest                        | Division Nord-Ouest                        |
| Équipe              | Domicile                                   | Extérieur                                  | Équipe                                     | Domicile                                   | Domicile                                   | Extérieur                                  | Extérieur                                  |
| ------------------- | ------------------------------------------ | ------------------------------------------ | ------------------------------------------ | ------------------------------------------ | ------------------------------------------ | ------------------------------------------ | ------------------------------------------ |
| Boston              | 97-107                                     | 90-108                                     | Denver                                     | 111-124                                    |                                            | 94-95                                      | 101-116                                    |
| Brooklyn            | 114-104                                    | 105-118                                    | Minnesota                                  | 123-141                                    | 132-139                                    | 106-124                                    |                                            |
| New York            | 103-116                                    | 99-106                                     | Oklahoma City                              | 124-91                                     | 102-89                                     | 89-101                                     | 114-110                                    |
| Philadelphie        | 91-111                                     | 113-133                                    | Portland                                   | 92-104                                     | 110-125                                    | 125-106                                    | 115-98                                     |
| Toronto             | 120-139                                    | 115-117                                    | Utah                                       | 91-122                                     | 127-132 (OT)                               | 116-111                                    | 101-135                                    |
|                     | 1-4                                        | 0-6                                        |                                            | 2-7                                        | 2-7                                        | 4-4                                        | 4-4                                        |
| Division            | 1-10                                       | 1-10                                       | Division                                   | 6-11                                       | 6-11                                       | 6-11                                       | 6-11                                       |
| Division Centrale   | Division Centrale                          | Division Centrale                          | Division Pacifique                         | Division Pacifique                         | Division Pacifique                         | Division Pacifique                         | Division Pacifique                         |
| Équipe              | Domicile                                   | Extérieur                                  | Équipe                                     | Domicile                                   | Domicile                                   | Extérieur                                  | Extérieur                                  |
| Chicago             | 118-113                                    | 118-133                                    | Golden State                               | 108-122                                    |                                            | 107-120                                    | 103-105                                    |
| Cleveland           | 115-104                                    | 89-124                                     | L.A. Clippers                              | 98-99                                      | 100-113                                    | 111-142                                    |                                            |
| Detroit             | 104-112                                    | 116-107                                    | L.A. Lakers                                | 123-132                                    | 139-130 (OT)                               | 85-95                                      | 117-119                                    |
| Indiana             | 118-121                                    | 106-118                                    | Phoenix                                    | 89-115                                     | 112-129                                    | 111-123                                    | 121-124                                    |
| Milwaukee           | 114-123                                    | 106-126                                    | Sacramento                                 | 118-121                                    | 117-122                                    | 114-126                                    | 118-112                                    |
|                     | 2-3                                        | 1-4                                        |                                            | 1-8                                        | 1-8                                        | 1-8                                        | 1-8                                        |
| Division            | 3-7                                        | 3-7                                        | Division                                   | 2-16                                       | 2-16                                       | 2-16                                       | 2-16                                       |
| Division Sud-Est    | Division Sud-Est                           | Division Sud-Est                           | Division Sud-Ouest                         | Division Sud-Ouest                         | Division Sud-Ouest                         | Division Sud-Ouest                         | Division Sud-Ouest                         |
| Équipe              | Domicile                                   | Extérieur                                  | Équipe                                     | Domicile                                   | Domicile                                   | Extérieur                                  | Extérieur                                  |
| Atlanta             | 114-130                                    | 132-126                                    | Dallas                                     | 106-130                                    | 100-113                                    | 106-116                                    | 91-110                                     |
| Charlotte           | 146-143 (OT)                               | 99-123                                     |                                            |                                            |                                            |                                            |                                            |
| Miami               | 110-120                                    | 106-123                                    | Memphis                                    | 123-112                                    | 98-122                                     | 102-136                                    | 106-113                                    |
| Orlando             | 118-116                                    | 111-119                                    | New Orleans                                | 118-108                                    | 107-120                                    | 97-110                                     | 105-130                                    |
| Washington          | 115-97                                     | 114-111                                    | San Antonio                                | 104-134                                    | 120-123                                    | 128-124                                    | 106-131                                    |
|                     | 3-2                                        | 2-3                                        |                                            | 2-6                                        | 2-6                                        | 1-7                                        | 1-7                                        |
| Division            | 5-5                                        | 5-5                                        | Division                                   | 3-13                                       | 3-13                                       | 3-13                                       | 3-13                                       |
| Conférence          | 9-21 (Domicile : 6-9; Extérieur : 3-12)    | 9-21 (Domicile : 6-9; Extérieur : 3-12)    | Conférence                                 | 11-41 (Domicile : 5-21; Extérieur : 6-20)  | 11-41 (Domicile : 5-21; Extérieur : 6-20)  | 11-41 (Domicile : 5-21; Extérieur : 6-20)  | 11-41 (Domicile : 5-21; Extérieur : 6-20)  |
| Total               | 20-62 (Domicile : 11-30; Extérieur : 9-32) | 20-62 (Domicile : 11-30; Extérieur : 9-32) | 20-62 (Domicile : 11-30; Extérieur : 9-32) | 20-62 (Domicile : 11-30; Extérieur : 9-32) | 20-62 (Domicile : 11-30; Extérieur : 9-32) | 20-62 (Domicile : 11-30; Extérieur : 9-32) | 20-62 (Domicile : 11-30; Extérieur : 9-32) |

## Classements
| Conférence Ouest | Conférence Ouest                    | Conférence Ouest | Conférence Ouest | Conférence Ouest | Conférence Ouest | Conférence Ouest | Conférence Ouest |
| No               | Franchise                           | Vic.             | Def.             | MJ               | V/D              | GB               |                  |
| ---------------- | ----------------------------------- | ---------------- | ---------------- | ---------------- | ---------------- | ---------------- | ---------------- |
| 1                | z - Suns de Phoenix                 | 64               | 18               | 82               | .780             | –                |                  |
| 2                | y - Grizzlies de Memphis            | 56               | 26               | 82               | .683             | 8                |                  |
| 3                | x - Warriors de Golden State        | 53               | 29               | 82               | .646             | 11               |                  |
| 4                | x - Mavericks de Dallas             | 52               | 30               | 82               | .634             | 12               |                  |
| 5                | y - Jazz de l'Utah                  | 49               | 33               | 82               | .598             | 15               |                  |
| 6                | x - Nuggets de Denver               | 48               | 34               | 82               | .585             | 16               |                  |
|                  |                                     |                  |                  |                  |                  |                  |                  |
| 7                | x - Timberwolves du Minnesota       | 46               | 36               | 82               | .561             | 18               |                  |
| 8                | pi - Clippers de Los Angeles        | 42               | 40               | 82               | .512             | 22               |                  |
| 9                | x - Pelicans de La Nouvelle-Orléans | 36               | 46               | 82               | .439             | 28               |                  |
| 10               | pi - Spurs de San Antonio           | 34               | 48               | 82               | .415             | 30               |                  |
|                  |                                     |                  |                  |                  |                  |                  |                  |
| 11               | o - Lakers de Los Angeles           | 33               | 49               | 82               | .402             | 31               |                  |
| 12               | o - Kings de Sacramento             | 30               | 52               | 82               | .366             | 34               |                  |
| 13               | o - Trail Blazers de Portland       | 27               | 55               | 82               | .329             | 37               |                  |
| 14               | o - Thunder d'Oklahoma City         | 24               | 58               | 82               | .293             | 40               |                  |
| 15               | o - Rockets de Houston              | 20               | 62               | 82               | .244             | 44               |                  |

| Division Sud-Ouest           | V  | D  | MJ | V/D  | GB | Dom   | Ext   | Div  |
| ---------------------------- | -- | -- | -- | ---- | -- | ----- | ----- | ---- |
| y - Grizzlies de Memphis     | 56 | 26 | 82 | .683 | –  | 30–11 | 26–15 | 11–5 |
| x - Mavericks de Dallas      | 52 | 30 | 82 | .634 | 4  | 29–12 | 23–18 | 14–2 |
| x - Pelicans de Nlle-Orléans | 36 | 46 | 82 | .439 | 20 | 19–22 | 17–24 | 6–10 |
| o - Spurs de San Antonio     | 34 | 48 | 82 | .415 | 22 | 16–25 | 18–23 | 6–10 |
| o - Rockets de Houston       | 20 | 62 | 82 | .244 | 36 | 11–30 | 9–32  | 3–13 |